# شورای‌عالی اشتغال
شورای‌ عالی اشتغال طبق قانونی به همین نام که در تاریخ ۱۳۷۷/۶/۱ به تصویب مجلس شورای اسلامی رسیده و در تاریخ ۱۳۷۷/۶/۱۱ توسط شورای نگهبان تأیید شد، تشکیل گردید.
این شورا می‌بایست هر ۶ ماه یکبار تشکیل جلسه داده و جلسات آن با شرکت ۲/۳ اعضا رسمیت می‌یابد. جلسات این شورا به ریاست رئیس‌جمهور تشکیل می‌شود و اهداف اعلام شده آن از جمله شامل بررسی عرضه و تقاضای بازار کار و ایجاد تعادل میان آنهاست.
دبیرخانه این شورا در ابتدا در سازمان برنامه و بودجه کشور مستقر بود که در سال ۱۳۸۵ با تصویب شورای‌عالی اداری به وزارت کار و امور اجتماعی منتقل شد.

## اعضا
- وزیر تعاون، کار و رفاه اجتماعی
- وزیر کشور
- وزیر جهاد کشاورزی
- وزیر آموزش و پرورش
- وزیر صنعت، معدن و تجارت
- وزیر امور اقتصادی و دارایی
- وزیر نیرو
- وزیر علوم، تحقیقات و فناوری
- وزیر بهداشت، درمان و آموزش پزشکی
- رئیس سازمان برنامه و بودجه کشور (به‌عنوان ناظر بدون حق رای)
- رئیس‌کل بانک مرکزی (به‌عنوان ناظر بدون حق رای)
- معاون امور زنان و خانواده رئیس‌جمهور (به‌عنوان ناظر بدون حق رای)
- رئیس کمیسیون اجتماعی مجلس شورای اسلامی (به‌عنوان ناظر بدون حق رای)
- دو نفر از نمایندگان کارفرمایان به معرفی کانون عالی انجمن صنفی کارفرمایان (در صورت عدم تشکیل کانون توسط وزیر کار و امور اجتماعی بدون حق رای انتخاب خواهد شد)
- دو نفر از نمایندگان کارگران به معرفی کانون عالی شوراهای اسلامی کار (در صورت عدم تشکیل توسط وزیر کار و امور اجتماعی بدون حق رای معرفی خواهد شد)[۱]
- سرپرست کمیته امداد امام خمینی
- رئیس بنیاد شهید و امور ایثارگران[۳]